# Leustachius von Ödenburg
Graf Leustachius Radhold (ungarisch: Rátót Leusták) war ein ungarischer Adliger und Obergespan (ungarisch: főispán) der Komitate Ödenburg/Sopron und Eisenburg/Vas.

## Geschichte
Im September des Jahres 1337 hatte ein vom Eisenburger und Ödenburger Gespan Leustachius geführtes ungarisches Heer die am Schwarzenbacher Schlossberg stehende Burg Schwarzenbach (ungarisch: Feketevár) belagert („[…] in campo ante castrum Swerczenpach […]“) und noch vor 4. Oktober 1337 eingenommen. Leustachius wird als „castellanus de Sverczenpach“ eingesetzt („Et si dominus noster rex predictus in castellania pretacta nos mutare disponeret, antequam predictum castrum ad antedictorum ducum manus perveniret, non debemus predictum castrum Sverczenpach alicui alteri castellano assignare …“).
Eigentlich sollte 1337 Schwarzenbach laut Frieden von Pressburg gegen die Burg Anchenstein (bei Pettau) in der Untersteiermark im heutigen Slowenien ausgetauscht werden. Anchenstein kam von Österreich nach Ungarn – aber Schwarzenbach nicht von Ungarn nach Österreich. Erst 1362 wurde Schwarzenbach durch den Frieden von Ofen, an Österreich übergeben.